# Coppa Kagame Inter-Club
La Coppa Kagame Inter-Club è una competizione calcistica di club organizzata dalla CAF, che vede in palio un trofeo a cui partecipano le squadre dei paesi dell'Africa dell'est.
Fino al 2002 la manifestazione era conosciuta come Coppa CECAFA per club.

## Albo d'oro
| Anno | Vincitore      | Risultato             | Finalista      | Luogo         |
| ---- | -------------- | --------------------- | -------------- | ------------- |
| 1974 | Simba          | -                     | Abaluhya FC    | Tanzania      |
| 1975 | Young Africans | 2 - 0                 | Simba          | Zanzibar      |
| 1976 | Luo Union      | 2 - 1                 | Young Africans | Uganda        |
| 1977 | Luo Union      | 2 - 1                 | Horsed         | Tanzania      |
| 1978 | Kampala City   | 0 - 0 (dts) (3-2 dtr) | Simba          | Uganda        |
| 1979 | Abaluhya FC    | 1 - 0                 | Kampala City   | Somalia       |
| 1980 | Gor Mahia      | 3 - 2                 | AFC Leopards   | Malawi        |
| 1981 | Gor Mahia      | 1 - 0                 | Simba          | Kenya         |
| 1982 | AFC Leopards   | 1 - 0                 | Rio Tinto      | Kenya         |
| 1983 | AFC Leopards   | 2 - 1                 | Admarc Tigers  | Zanzibar      |
| 1984 | AFC Leopards   | 2 - 1                 | Gor Mahia      | Kenya         |
| 1985 | Gor Mahia      | 2 - 0                 | AFC Leopards   | Sudan         |
| 1986 | Al-Merrikh     | 2 - 2 (dts) (4-2 dtr) | Young Africans | Tanzania      |
| 1987 | Villa          | 1 - 0                 | Al-Merrikh     | Uganda        |
| 1988 | Tusker         | 2 - 0                 | Al-Merrikh     | Sudan         |
| 1989 | Tusker         | 3 - 0                 | Coastal Union  | Kenya         |
| 1990 | Non disputata  | Non disputata         | Non disputata  | Non disputata |
| 1991 | Simba          | 3 - 0                 | Villa          | Tanzania      |
| 1992 | Simba          | 1 - 1 (dts) (5-4 dtr) | Young Africans | Zanzibar      |
| 1993 | Young Africans | 2 - 1                 | Villa          | Uganda        |
| 1994 | Al-Merrikh     | 2 - 1                 | Express        | Sudan         |
| 1995 | Simba          | 1 - 1 (5-3 dtr)       | Express        | Tanzania      |
| 1996 | Simba          | 1 - 0 (dts)           | APR            | Tanzania      |
| 1997 | AFC Leopards   | 1 - 0                 | Tusker         | Kenya         |
| 1998 | Rayon Sports   | 2 - 1                 | Mlandege       | Zanzibar      |
| 1999 | Young Africans | 1 - 1 (dts) (4-1 dtr) | Villa          | Uganda        |
| 2000 | Tusker         | 3 - 1                 | APR            | Ruanda        |
| 2001 | Tusker         | 0 - 0 (3-0 dtr)       | Oserian        | Kenya         |
| 2002 | Simba          | 1 - 0                 | Prince Louis   | Zanzibar      |
| 2003 | Villa          | 1 - 0                 | Simba          | Uganda        |
| 2004 | APR            | 3 - 1                 | Ulinzi Stars   | Ruanda        |
| 2005 | Villa          | 3 - 0                 | APR            | Tanzania      |
| 2006 | Police         | 2 - 1 (dts)           | Moro United    | Uganda        |
| 2007 | APR            | 2 - 1                 | U.R.A.         | Ruanda        |
| 2008 | Tusker         | 2 - 1                 | U.R.A.         | Tanzania      |
| 2009 | ATRACO         | 1 - 0                 | Al-Merrikh     | Sudan         |
| 2010 | APR            | 2 - 0 (dts)           | St. George     | Ruanda        |
| 2011 | Young Africans | 1 - 0                 | Simba          | Tanzania      |
| 2012 | Young Africans | 2 - 0                 | Azam           | Tanzania      |
| 2013 | Vital'O        | 2 - 0                 | APR            | Sudan         |
| 2014 | Al-Merrikh     | 1 - 0                 | APR            | Ruanda        |
| 2015 | Azam           | 2 - 0                 | Gor Mahia      | Tanzania      |
| 2018 | Azam           | 2 - 1                 | Simba          | Tanzania      |
| 2019 | Kampala City   | 1 - 0                 | Azam           | Ruanda        |
| 2021 | Express        | 1 - 0                 | Big Bullets    | Tanzania      |

## Vittorie per paese
| #  | Paese    | Vittorie | Finali perse |
| -- | -------- | -------- | ------------ |
| 1. | Kenya    | 15       | 8            |
| 2. | Tanzania | 13       | 13           |
| 3. | Uganda   | 6        | 8            |
| 4. | Ruanda   | 5        | 5            |
| 5. | Sudan    | 3        | 3            |
| 6. | Burundi  | 1        | 1            |
| 7. | Etiopia  | -        | 1            |
| 7. | Malawi   | -        | 1            |
| 7. | Somalia  | -        | 1            |
| 7. | Zanzibar | -        | 1            |
| 7. | Zimbabwe | -        | 1            |

## Vittorie per club
| Club                 | Paese    | Vittorie | Anni                               |
| -------------------- | -------- | -------- | ---------------------------------- |
| Simba                | Tanzania | 6        | 1974, 1991, 1992, 1995, 1996, 2002 |
| AFC Leopards         | Kenya    | 5        | 1979, 1982, 1983, 1984, 1997       |
| Tusker               | Kenya    | 5        | 1988, 1989, 2000, 2001, 2008       |
| Young Africans       | Tanzania | 5        | 1975, 1993, 1999, 2011, 2012       |
| Gor Mahia            | Kenya    | 3        | 1980, 1981, 1985                   |
| Villa                | Uganda   | 3        | 1987, 2003, 2005                   |
| APR                  | Ruanda   | 3        | 2004, 2007, 2010                   |
| Al-Merrikh           | Sudan    | 3        | 1986, 1994, 2014                   |
| Luo Union            | Kenya    | 2        | 1976, 1977                         |
| Azam                 | Tanzania | 2        | 2015, 2018                         |
| Kampala City Council | Uganda   | 2        | 1978, 2019                         |
| Rayon Sports         | Ruanda   | 1        | 1998                               |
| Police               | Uganda   | 1        | 2006                               |
| ATRACO               | Ruanda   | 1        | 2009                               |
| Vital'O              | Burundi  | 1        | 2014                               |